# Présidence slovaque du Conseil de l'Union européenne en 2016
Présidence néerlandaise du Conseil de l'Union européenne en 2016 Présidence maltaise du Conseil de l'Union européenne en 2017
La présidence slovaque du Conseil de l'Union européenne en 2016 est la première présidence du Conseil de l'Union européenne assurée par la Slovaquie.
Elle fait suite à la présidence néerlandaise du Conseil de l'Union européenne, qui a commencé le 1er janvier 2016, et précède la présidence maltaise, qui a commencé le 1er janvier 2017.
À l'occasion de cette présidence, la Slovaquie a émis une pièce commémorative de 2 euros, qui est sortie le 7 mars 2016.

## Contexte politique
La présidence slovaque intervient après le pic migratoire de 2015 et les élections générales slovaques de mars 2016. 
La question de la migration s'est notamment invité lors de la campagne électorale, lors de laquelle le Premier ministre Robert Fico prononça plusieurs discours relatif à la perception d'une menace sécuritaire liée aux demandeurs d'asile en déclarant qu'il « empêcherait l'émergence d'une communauté musulmane concentrée en Slovaquie ». Au niveau européen, cette prise de position se traduisit par la mise en œuvre de la proposition d'Agence européenne de garde-frontières et de garde-côtes.
Les élections établirent un gouvernement centré autour d'une coalition composée de quatre, puis trois, partis (après la scission de Siet). En parallèle, ces élections furent les premières au terme desquelles un parti appelant au retrait de la Slovaquie de l'UE entra au Parlement. Le nouveau gouvernement maintint toutefois une position pro-européenne et pro-atlantique, appelant notamment à renforcer la résilience de l'UE face aux tentatives de fragmentation, proche des positions de Most-Híd, en dépit de la position eurosceptique de l'un des membres de ma coalition, SNS.
En dépit de la formation d'un gouvernement europhile, le ministre de l'Intérieur Robert Kaliňák prit position contre un projet de partage de la charge migratoire au niveau européen ou à défaut une contribution financière en soutien aux pays les touchés, tout en restant ouvert aux discussions. Toutefois, en mai 2016, la Slovaquie accepta un groupe de 100 demandeurs d'asile (en janvier 2017, seulement sept avaient été effectivement relocalisés et la Slovaquie réduisit son engagement à 30).
L'année fut aussi marquée par le référendum britannique sur le retrait de l'Union européenne.

## Programme

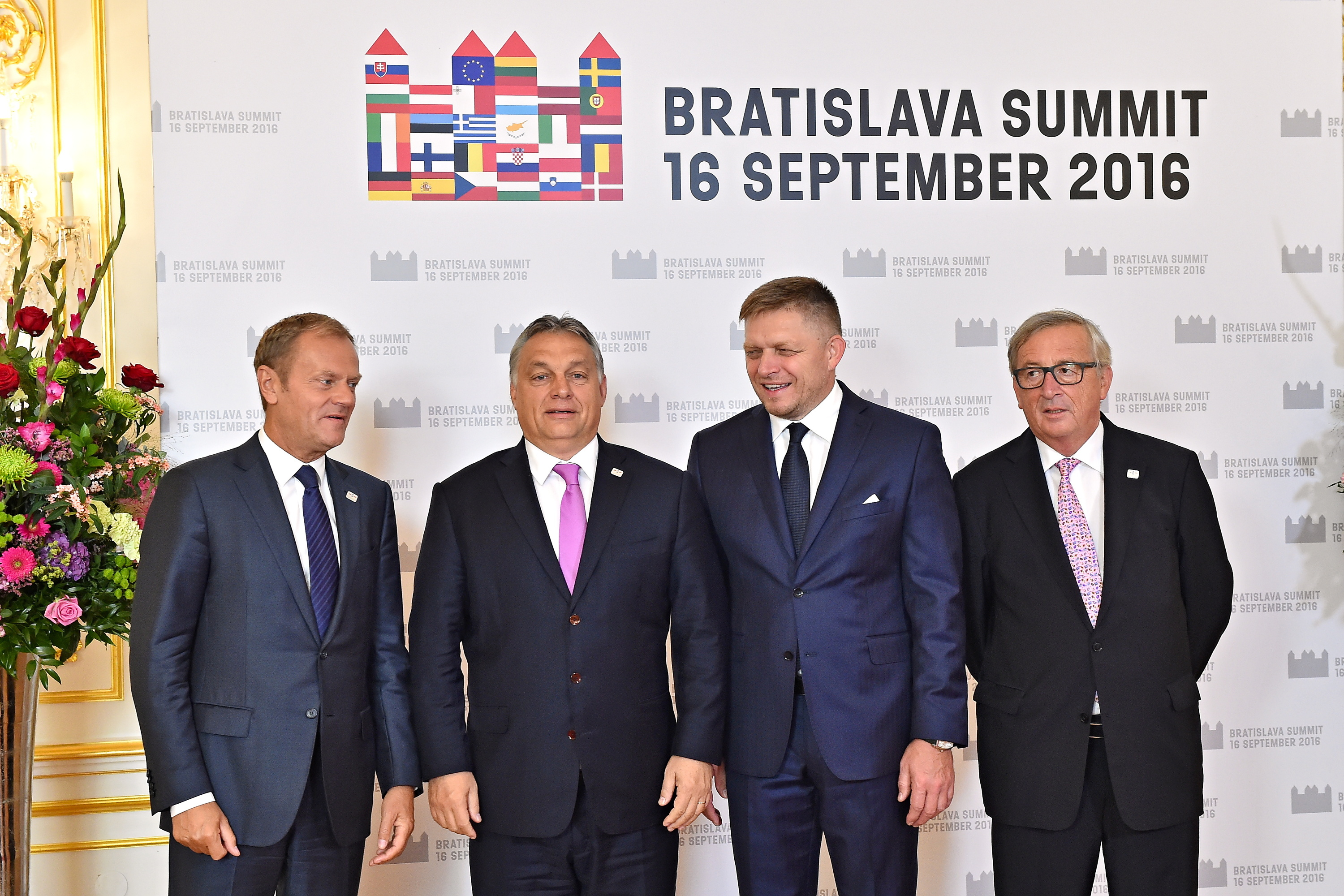
Donald Tusk, Viktor Orbán, Róbert Fico et Jean-Claude Juncker au ommet de Bratislava.

Un premier programme appelé : « Axes d’action du programme de la présidence slovaque du Conseil de l'UE », adopté en février 2016 donne les cinq priorités du gouvernement slovaque pour son mandat ; il répond notamment aux impératifs du moment et aux calendriers fixés par le trio à la présidence actuel et plus largement à celui de l'UE :
- croissance économique (approfondissement de l'Union économique et monétaire, préparation de la mise en place de l'union des marchés des capitaux, budget 2017, etc.)
- marché unique numérique (suppression des obstacles sur le marché intérieur de l'UE, protection des consommateurs, etc.)
- réalisation de l'Union de l’énergie (smart grid, interconnexion des réseaux, etc.)
- crise migratoire (protection des frontières extérieures, lutte contre la migration clandestine, procédures de traitement des passagers en utilisant les nouvelles technologies, etc.)
- élargissement de l'UE (renforcement de la dynamique pour sécuriser les foyers de tension proches, poursuite des processus engagés dans les Balkans, etc.)

Cette présidence sera également marquée par la gestion des conséquences du référendum britannique dans lequel la majorité de la population s'est prononcée pour une sortie du pays de l'UE. Pour le Président du gouvernement slovaque, Robert Fico, il sera également question de remettre à plat la politique migratoire communautaire, sujet réclamé depuis le début de la crise migratoire en Europe par le groupe de Visegrád dont son pays fait partie ; ainsi que du rôle prépondérant des « grands pays de l'Union » sur les plus petits et de l'absence de prise en compte des citoyens européens dans les décisions importantes.
Le but du programme était de mettre en place un programme progressiste dont l'objectif était d'avoir des résultats visibles pour les citoyens européens.

## Déroulement
Selon Z. Gabrižová, la présidence slovaque se concentra principalement sur les performances de sa présidence et non sur la défense de ses positions nationales. Seule l'opposition à la relocalisation des réfugiés persista, tandis que la mise en retrait de l'activation de l'article 50 TUE par le Royaume-Uni permit à la présidence de se focaliser sur d'autres thématiques. 
Le Conseil européen informel du 16 septembre 2016 à Bratislava se concentra notamment sur le retrait britannique de l'UE et confirma la volonté des États membres de renforcer l'UE à 27 autour des questions économiques, migratoires, sociales, etc.. Toutefois, les conclusions du sommet furent critiquées pour ne pas être suffisamment substantielles au sujet de la migration, notamment par Matteo Renzi et Viktor Orbán (bien que ce soit avec deux objectifs opposés).
La présidence a notamment été critiquée à la suite de scandales politiques ayant éclaté au niveau national. Ainsi, le ministre Robert Kaliňák vit sa crédibilité attaquée devant le Parlement européen du fait de sa proximité avec l'homme d'affaires Ladislav Bašternák, lequel faisait l'objet d'une enquête pour évasion fiscale. La députée européenne Éva Joly a notamment appelé à sa démission,.
De la même manière, le Premier ministre Fico fut critiqué pour avoir qualifié les journalistes de « sales prostituées anti-Slovaques » après des questions relatives à un appel d'offres douteux émis par le gouvernement slovaque pour un évènement du ministère des Affaires étrangères. Les doutes relatifs à cet évènement avaient notamment été soulevés par une lanceuse d'alerte membre de l'équipe chargée de l'organisation des évènements culturels. Selon elle, deux événements furent surfacturés et des fonds furent octroyés « à une agence proche du SMER » (le parti du Premier ministre Robert Fico).

## Évaluation
En termes de résultats, la présidence a notamment permis des avancées sur le plan économique, notamment en ce qui concerne le fonds européen d'investissements stratégiques (prolongation, extension, etc.). Le budget pour l'année 2017 fut également rapidement adopté. Au sujet de l'union économique et monétaire  et de la zone euro, la présidence tenta de créer un pont entre les positions du nord et du sud de l'Europe. 
La question migratoire fut présente durant la présidence. Le pays essaya d’accommoder les différentes positions au sujet de la réforme du système de Dublin. En particulier, la présidence proposa une alternative à la relocalisation, soulignant qu'un pays ne souhaitant pas participer activement à la relocalisation pourrait combler ce déficit par des contributions financières, l'envoi d'experts ou une participation renforcée aux activités de Frontex. Cette proposition ne fut toutefois pas soutenue par la Grèce, l'Italie et Malte.
En termes de justice, la présidence slovaque a joué le rôle de médiateur honnête dans les discussions relatives à l'établissement d'un parquet européen. Cependant, du fait du retrait du soutien de plusieurs États membres, la voie de la coopération renforcée fut choisi par la présidence maltaise qui suivit.
Les questions environnementales ont également été abordées, avec notamment la ratification de l'accord de Paris sur le climat par l'Union européenne.

## Sources